# Tibouchina striphnocalyx
Tibouchina striphnocalyx är en tvåhjärtbladig växtart som först beskrevs av Dc., och fick sitt nu gällande namn av Henri François Pittier. Tibouchina striphnocalyx ingår i släktet Tibouchina och familjen Melastomataceae. Inga underarter finns listade i Catalogue of Life.